# Давыдов, Иосиф Викторович
Иосиф Викторович Давыдов (1937—2023) — исследователь и спасатель, инструктор космонавтов по действиям в экстремальных ситуациях космического полёта, участвовал в подготовке 96 советских, российских и зарубежных космонавтов, писатель

.

## Биография
В 1960 году, работал в Испытательном институте им. В. П. Чкалова над испытаниями нового самолёта Ту-104, используемого в качестве «бассейна невесомости» для тренировок Первого отряда космонавтов на аэродроме «Чкаловский».
Владимир Комаров рекомендовал Иосифа Давыдова к работе в Центре подготовки космонавтов, где он возглавил участок по треннировке стыковки кораблей «Союз» в условиях невесомости, для успешной стыковки на орбите.
С 1963 по 1988 Иосиф Давыдов работал в Центре подготовки космонавтов.
С начала своей трудовой биографии, Иосифа Давыдова тянуло к описанию происходящих вокруг него событий. Он жил в героическое время освоения космического пространства и постоянно взаимодействовал с космонавтами. Сам он не являлся ни лётчиком, ни космонавтом, но ему приходилось путешествовать вместе с тренировочным оборудованием от южных широт до заполярного края, чтобы предусмотреть все варианты приземления космонавтов после полёта.
По его воле, после смерти, прах развеян в Крыму, в районе Ласточкина гнезда.

## Специальные знания
- Иосиф Давыдов подготавливал работу экипажей «Союз-4», «Союз-5», где в открытом космосе 14 и 15 января 1969 года произошла стыковка космических кораблей и переход космонавтов в космическом пространстве для организации первой в мире орбитальной станции.
- Иосиф Давыдов отвечал за выживание после приземления, безопасность при приземлении, старте и стыковке[1].
- После трагической смерти космонавта Владимира Комарова, Иосиф Давыдов являлся инициатором создания Отдела средств аварийного спасения, когда могли потребоваться специальные технические средства для аварийной посадки в любой из климатических зон, поиск, спасение и эвакуация экипажа.
- Также он сопровождал группы спасения в сложных случаях эвакуации космических экипажей:
  - Вячеслава Зудова и Валерия Рождественского на озеро Тенгиз в ночное время при неотцепленном парашюте;
  - Василия Лазарева и Олега Макарова в горах Алтая;[2]
  - Алексея Губарева и Георгия Гречко в степи зимой при шквальном ветре.

- Возглавлял Центральный совет Международного фонда поддержки российской космонавтики[3][4].

Как писал Владимир Васютин: 
Иосиф Викторович Давыдов не просто свидетель и непосредственный участник великих событий века. Его можно назвать одним из активных творцов космического подвига нашего народа.

## Книги
- «Триумф и трагедия советской космонавтики» М.2000 изд. Глобус, 368 с.
- «Полет продолжается» М.1973 изд. Современник, 288 с. повесть о Георгии Добровольском
- «Дыхание бессмертия» М.1979 изд. Современник, 256 с.
- «На крыльях — их жизнь» повесть о Василии Романюке и Владимире Комарове
- «Икары звёздных дорог»
- «Труженик пятого океана»
- «Историческая задача»
- «Глазами друзей»
- «Испытатель „врач“ самолётов»
- «Через меридианы и параллели»
- «Под куполом парашюта»
- «Триумф и трагедия российской космонавтики» 2005 изд. МакЦентр
- «Триумф и трагедия советской и российской космонавтики» М.2000 изд. Глобус, 368 с.
- « Мгновения космической эры» М. 2016 .